# Pilger

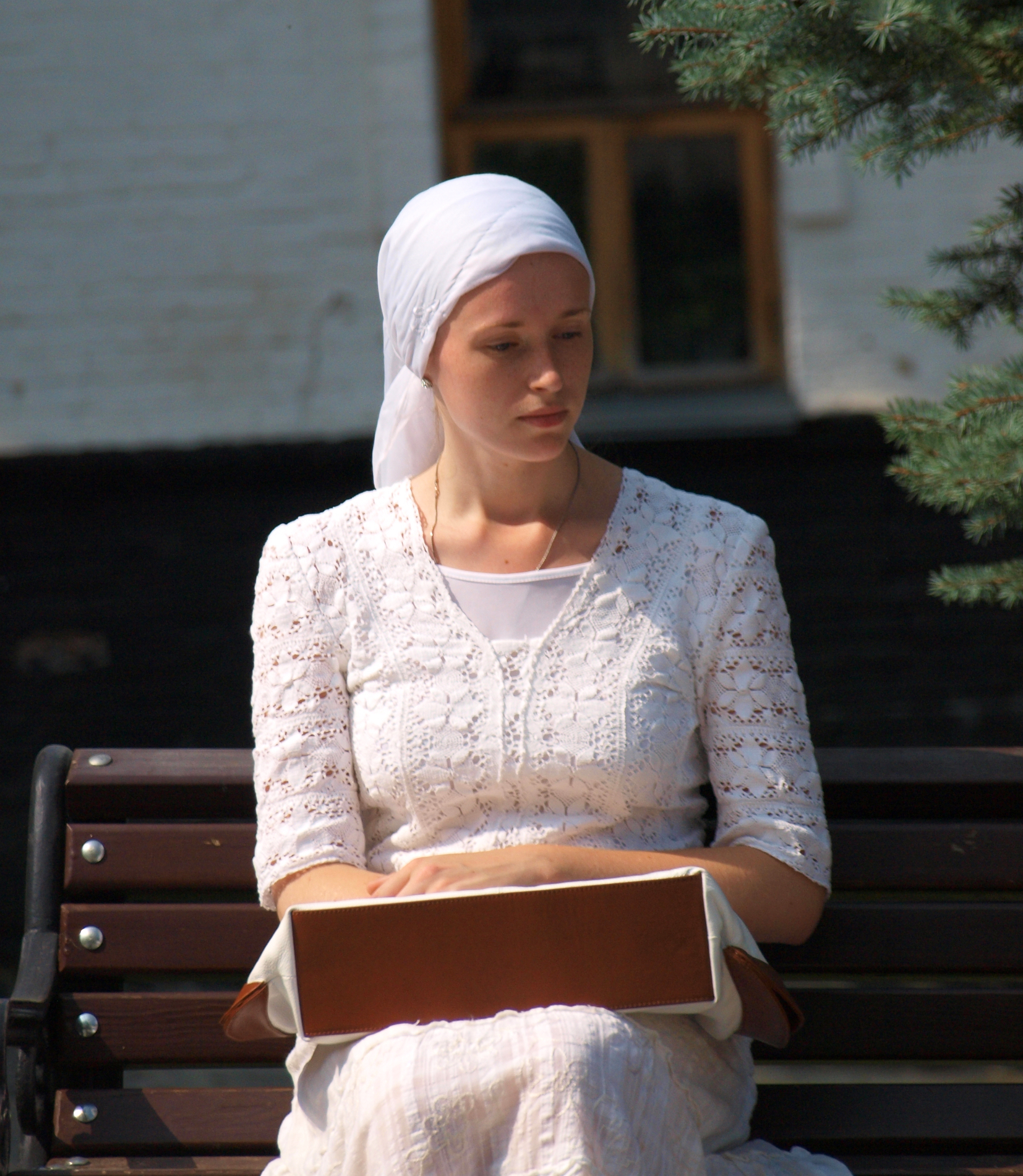
Orthodoxe Pilgerin in der Laure von Kiew-Perchesk 2011

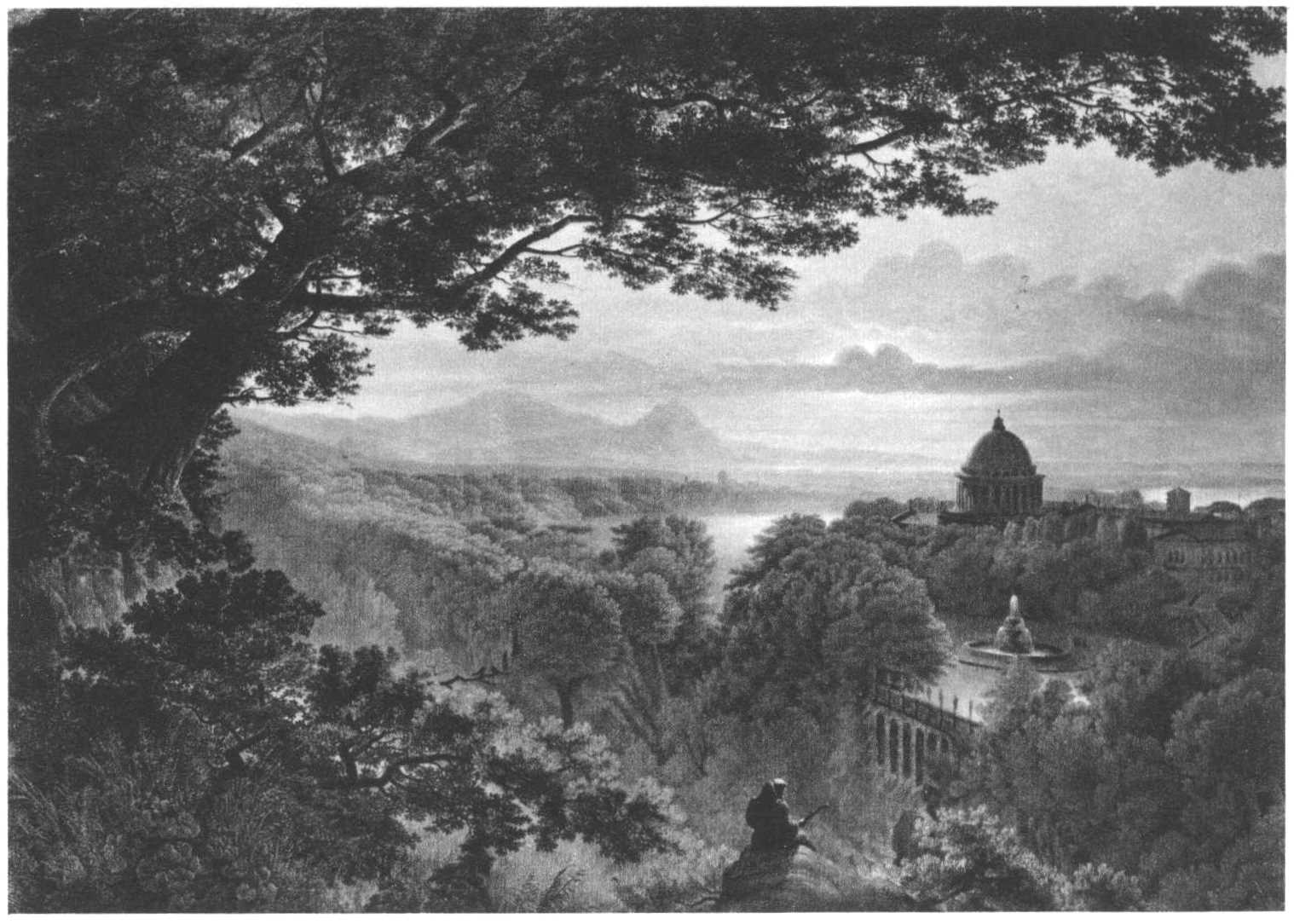
Landschaft mit Pilger, Gemälde von Karl Friedrich Schinkel

Ein Pilger oder Wallfahrer (Plural auch Wallleute) ist eine Person, die eine Wallfahrt unternimmt. Das Wort Pilger, veraltet auch Pilgrim („Fremdling“), stammt von lateinisch peregrinus (oder peregrinari, „in der Fremde sein“) ab. Ein einzelner Pilger wurde früher als Pilgersmann oder Pilgersfrau bezeichnet. Im Kirchenlatein bezeichnet Pelegrinus eine Person, die aus Glaubensgründen in die Fremde zieht, zumeist eine Wallfahrt zu einem Wallfahrtsort unternimmt, zu Fuß oder auch unter Verwendung eines Transportmittels.
Der Anlass einer Pilgerfahrt kann eine auferlegte Buße sein, das Bemühen, einen Ablass zu gewinnen, die Erfüllung eines Gelübdes, ein bestimmtes Anliegen, geistliche Vertiefung oder die Abstattung von Dank. Ziel ist ein als heilig betrachteter Ort, etwa eine Wallfahrtskirche, ein Tempel, ein Baumheiligtum usw.; das Pilgerwesen war und ist eng verbunden mit der Reliquienverehrung. In säkularisierten Gesellschaften wird Pilgern auch als eine Form des Wanderns betrieben oder das Wort Pilgern wird im übertragenen Sinn gebraucht, zum Beispiel „Kunstliebhaber pilgern zur documenta“.

## Näheres zur Etymologie
Wortwörtlich ist der Pilger einer, der lateinisch „per agrum“, also von „über Land“, von jenseits des Ager Romanus kommt, wobei mit ager kein bebautes Feld gemeint ist, sondern das im Besitz befindliche, zur Civitas gehörige Land. Insofern ist „Fremdling“ eine angemessene Übersetzung des Begriffes.
Vom Begriff „Pilger“ abgeleitet ist die in der österreichischen Umgangssprache abwertende Bezeichnung „Pülcher“, was „Gauner“, „Strolch“ oder „Betrüger“ bedeutet. Als etymologische Erklärung wird angegeben, dass manche Vagabunden, Zechpreller, Betrüger sich in Raststätten fälschlicherweise als Pilger ausgegeben hatten, und ohne die Zeche oder das Nächtigungsgeld zu bezahlen weiterzogen.

## Wallfahrtsorte der Antike
In früher Zeit galten unter anderem bestimmte Höhlen als heilige Orte, einer der berühmtesten Wallfahrtsorte der griechischen Welt war der Tempel der Artemis in Ephesos, aber auch das Apollon-Orakel von Delphi wurde häufig besucht.
Einer der bedeutendsten Wallfahrtsorte der Welt ist seit dem Bau des ersten Israelitischen Tempels bis heute Jerusalem. Heute, unter israelischer Verwaltung, ist die Stadt wieder allen Weltreligionen offen. Die Stadt ist für drei monotheistische Weltreligionen heilig: den Juden ebenso wie den Christen wegen Tod und Auferstehung Jesu Christi, die Muslime besuchen – außer ihrer Haddsch genannten Wallfahrt nach Mekka und Medina – bevorzugt den Felsendom in Jerusalem.

## Pilgerwesen in Indien

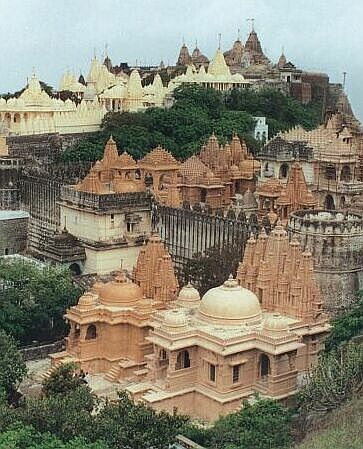
Jain-Tempel von Palitana

Eine wichtige Rolle spielt das Pilgerwesen auch im Buddhismus (vgl. Kanischka-Reliquiar und Bimaran-Reliquiar) – so ist bereits für das 3. Jahrhundert v. Chr. ein Reliquienkult überliefert, der sowohl Reliquien Buddhas als auch die herausragender Mönche (arhats) umfasste. Später brachten chinesische Pilger wie Faxian (um 400), Songyun (um 520) und Xuanzang (um 630) von ihren Reisen durch den Norden Indiens den Buddhismus nach China. Ob Padmasambhava, der halbmythische Begründer des Buddhismus in Tibet, eine gleichgeartete Pilgerreise unternahm, ist unklar. Auch heute noch pilgern viele Gläubige (meist in organisierten Gruppenreisen) zu den vier heiligen Stätten Lumbini, Bodhgaya, Sarnath und Kushinagar in Nepal und Nordindien.
Auch der Hinduismus kennt zahlreiche heilige Stätten; die sieben heiligsten Orte sind Ayodhya (Geburtsort des Gottes Rama), Dwarka (Hauptstadt des Gottes Krishna), Haridwar (Quellplateau des Ganges), Kanchipuram (Großer Tempel von Shiva), Mathura (Geburtsort Krishnas) sowie Ujjain und Varanasi. In Ujjain, Haridwar, Nashik und vor allem am Zusammenfluss von Ganges und Yamuna bei Prayagraj findet auch das Pilgerfest der Kumbh Mela statt.
Obwohl die Religion des Jainismus keinen Reliquienkult kennt, pilgern auch die Jainas nackt (Digambaras) oder in weißen Gewändern (Shvetambaras) in großer Zahl zu ihren vorwiegend auf Bergen gelegenen Heiligtümern (zum Beispiel Mount Abu, Ranakpur, Palitana, Girnar, Shravanabelagola, Parasnath).

## Pilgerwesen im Christentum

### Spätantike und Mittelalter

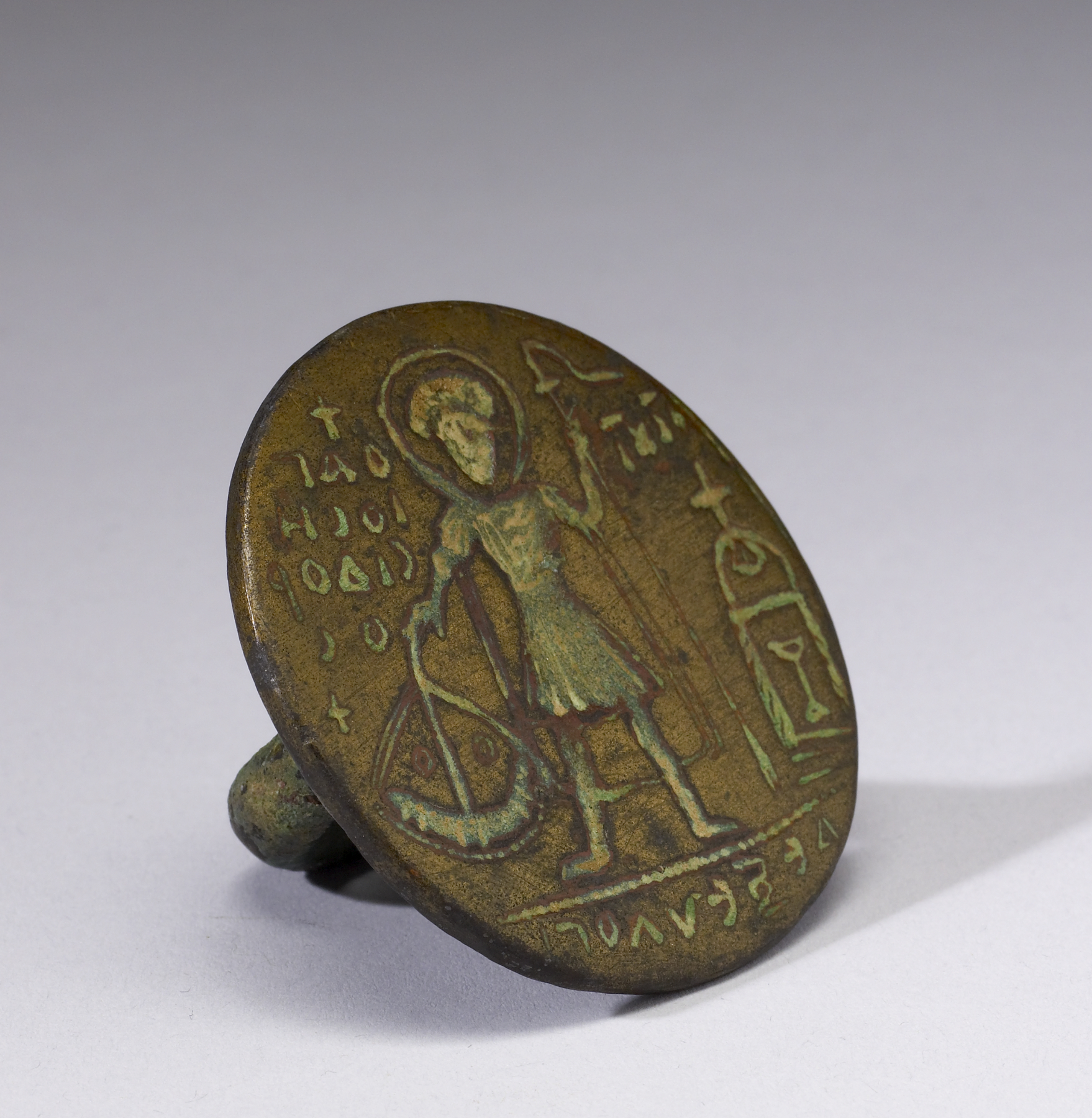
Pilgerstempel des Isidoros von Chios aus dem 6. Jahrhundert

Die Ausbreitung des Christentums und der Bau von Kirchen in Jerusalem, Bethlehem und anderen Orten im Heiligen Land unter Kaiser Konstantin boten christlichen Reisenden neue, der Glaubensstärkung dienende Ziele. Die frühesten erhaltenen Zeugnisse dafür sind das Itinerarium Burdigalenes, ein 333 aufgezeichnetes lateinisches Stationenverzeichnis einer oder eines Reisenden aus Bordeaux, und der etwa 50 Jahre später entstandene Bericht über eine Reise der aus Nordspanien oder Südfrankreich stammenden Aetheria oder Egeria ins Heilige Land. Vor Ort waren Ziele der Reisenden die im Alten und Neuen Testament, aber auch in außerkanonischer Literatur genannten Stätten sowie als vorbildliche Christen wahrgenommene Mönche und Würdenträger, später auch das einer Legende zufolge von Konstantins Mutter Helena identifizierte Kreuz Christi.
Bald siedelten sich auch Frauen wie die vornehme römische Witwe Paula mit ihrer Tochter Eustochium, die zum Kreis um den Hieronymus gehörten, sowie Melania die Ältere und ihre Enkelin Melania die Jüngere im Heiligen Land an. Eine ähnlich große Bedeutung erlangte dann auch Rom als Grabstätte der Apostel Petrus und Paulus. Ab dem 9. Jahrhundert trat Santiago de Compostela hinzu, das vor allem wegen der ausgezeichneten Infrastruktur mit einem von Klöstern betreuten weitgespannten Herbergennetz im Mittelalter führend wurde. Auch viele Teilnehmer der Kreuzzüge ins Heilige Land verstanden sich selbst als (bewaffnete) Pilger.
An vielen Orten entstand eine ausgedehnte Infrastruktur, die speziell auf die Beherbergung und die Konsumbedürfnisse einer großen Pilgermenge ausgerichtet war. Im Spätmittelalter gab es organisierte Gruppenreisen für Pilger, die vor allem per Schiff von verschiedenen Ausgangspunkten aus nach Israel führten.

### Reformation
Zusammen mit anderen Reformatoren wie Huldrych Zwingli und Johannes Calvin wandte sich auch Martin Luther gegen das überhandnehmende, mit Aberglauben und Ablasshandel verbundene Pilgerwesen seiner Zeit. Schon Thomas von Kempen hatte in seiner Nachfolge Christi kritisch vermerkt: Wer viel pilgert, wird selten heilig. Nachdem Norwegen den Protestantismus annahm, wurde dort das Pilgern 1537 sogar unter Todesstrafe gestellt.

### Neuzeit

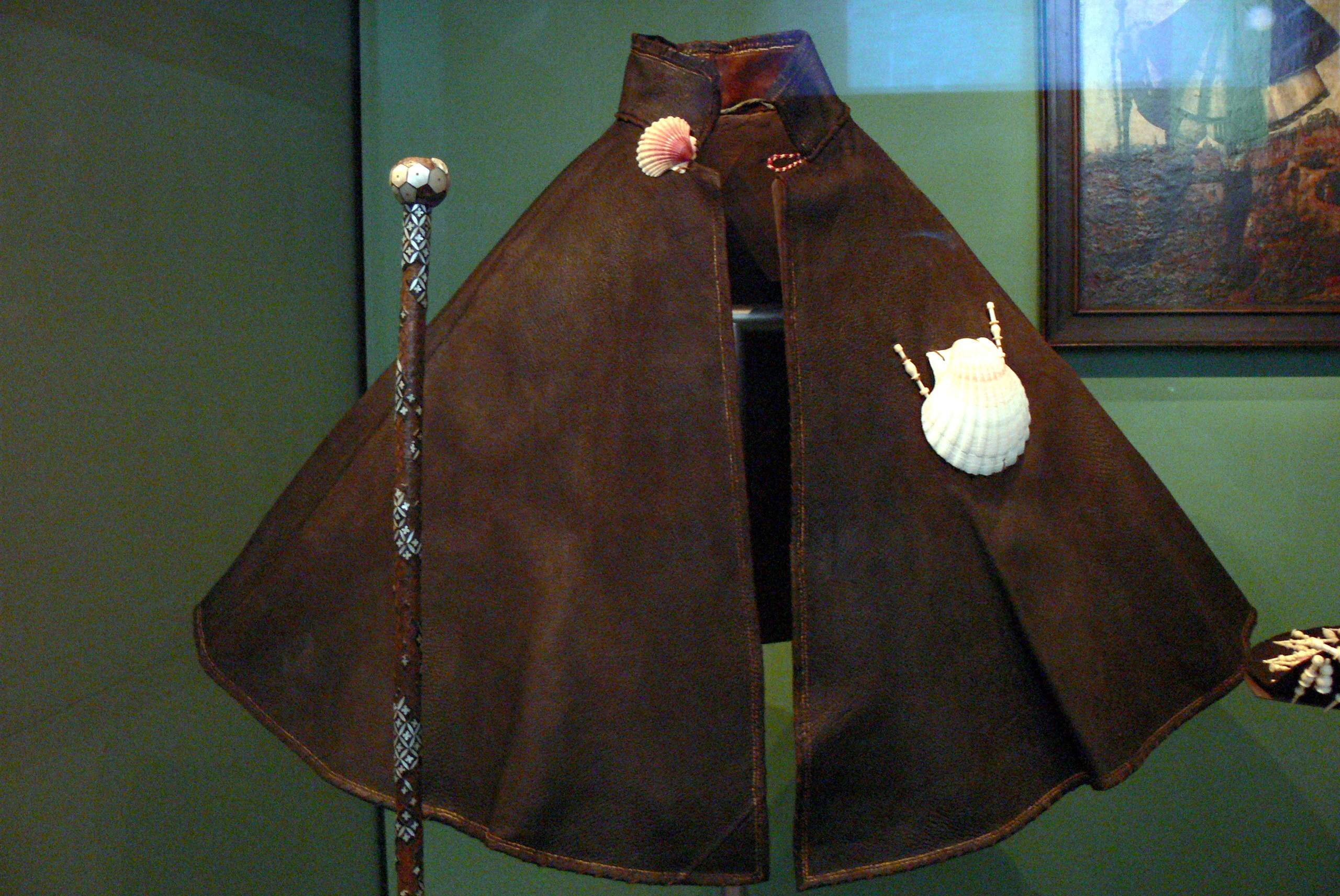
Mantel und Stab eines Santiagopilgers 1571

Die römisch-katholische Kirche hielt gerade in Abgrenzung zu den Protestanten am Brauch der Wallfahrten zu Heiligtümern fest und förderte sie. Ignatius von Loyola schildert beispielsweise in seinem Pilgerbericht seine Wallfahrt nach Jerusalem und Rom. Das Zweite Vatikanische Konzil bezeichnete die ganze Kirche als pilgerndes Volk Gottes und bezog sich dabei auf den Kirchenlehrer Augustinus von Hippo:

„Die Kirche ist zugleich heilig und stets der Reinigung bedürftig, sie geht immerfort den Weg der Buße und Erneuerung. Die Kirche ‚schreitet zwischen den Verfolgungen der Welt und den Tröstungen Gottes auf ihrem Pilgerweg dahin‘ und verkündet das Kreuz und den Tod des Herrn, bis er wiederkommt (vgl. 1 Kor 11,26 ).“

Die Pilgerväter waren eine Gruppe puritanischer Dissidenten aus England, die nach Amerika segelten, um eine Kolonie zu errichten, in der sie ihren Glauben frei leben konnten.
In den letzten beiden Jahrhunderten kamen zu den alten Pilgerzielen viele Marienwallfahrtsorte regionaler, nationaler – wie zum Beispiel Altötting oder Mariazell – oder internationaler Bedeutung – wie zum Beispiel Lourdes und Fátima – hinzu. In zunehmendem Maße wird in den letzten Jahrzehnten der Jakobsweg wiederentdeckt. Davon inspiriert sind viele Pilgerwege zu bekannten Heiligen entstanden wie zum Beispiel der Ignatiusweg oder der Elisabethpfad. Neben diesen gibt es unzählige weitere Pilgerorte. Gelegentlich werden auch religiös motivierte Besucher von Orten, die wie Marpingen, Heroldsbach oder Međugorje nicht als Wallfahrtsorte anerkannt sind, als Pilger bezeichnet.
Das heutige Pilgerwesen ist auch Gegenstand empirischer Forschung.

Christliches Pilgerwesen
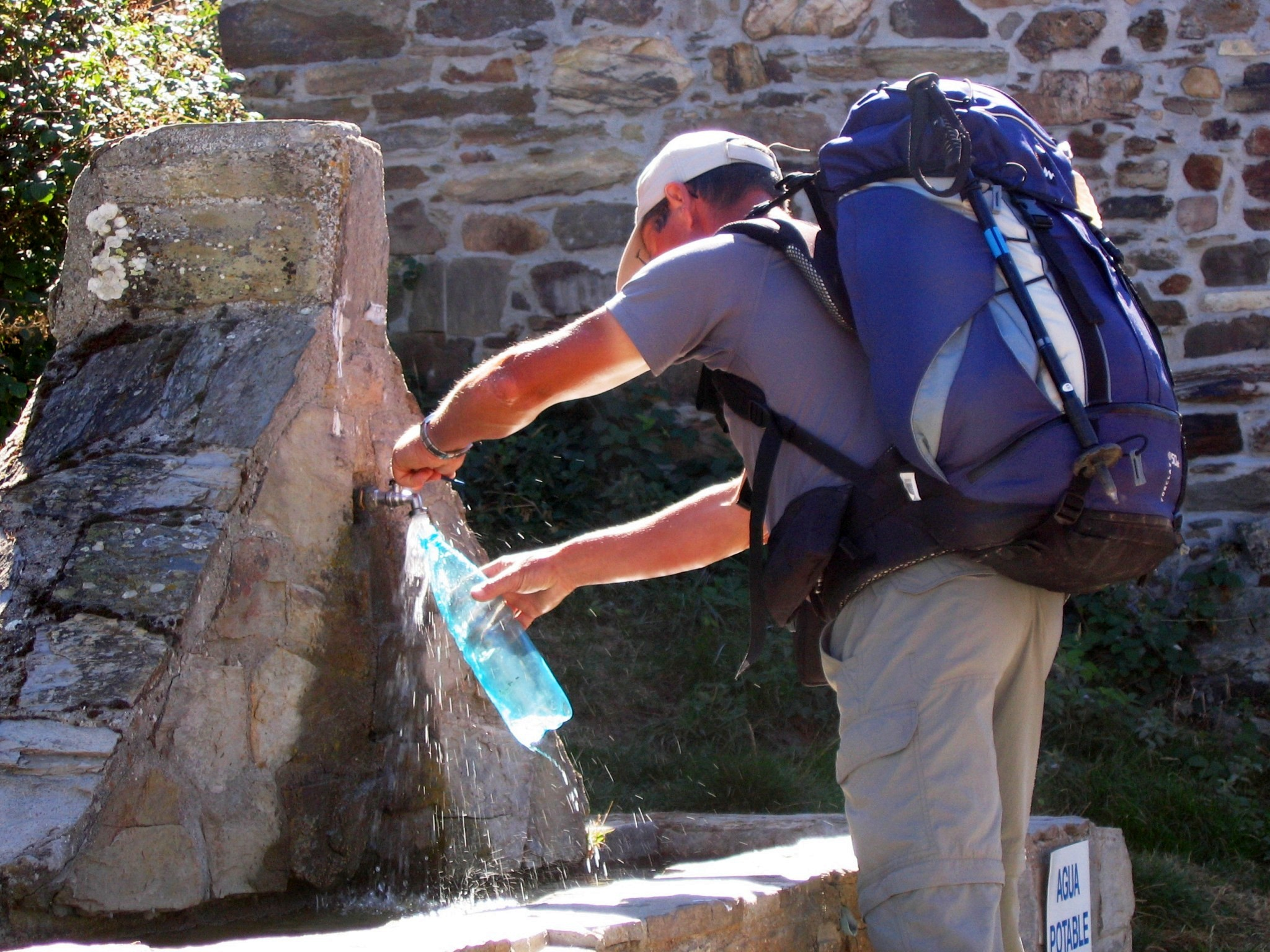
Neuzeitlicher Pilger am spanischen Jakobsweg
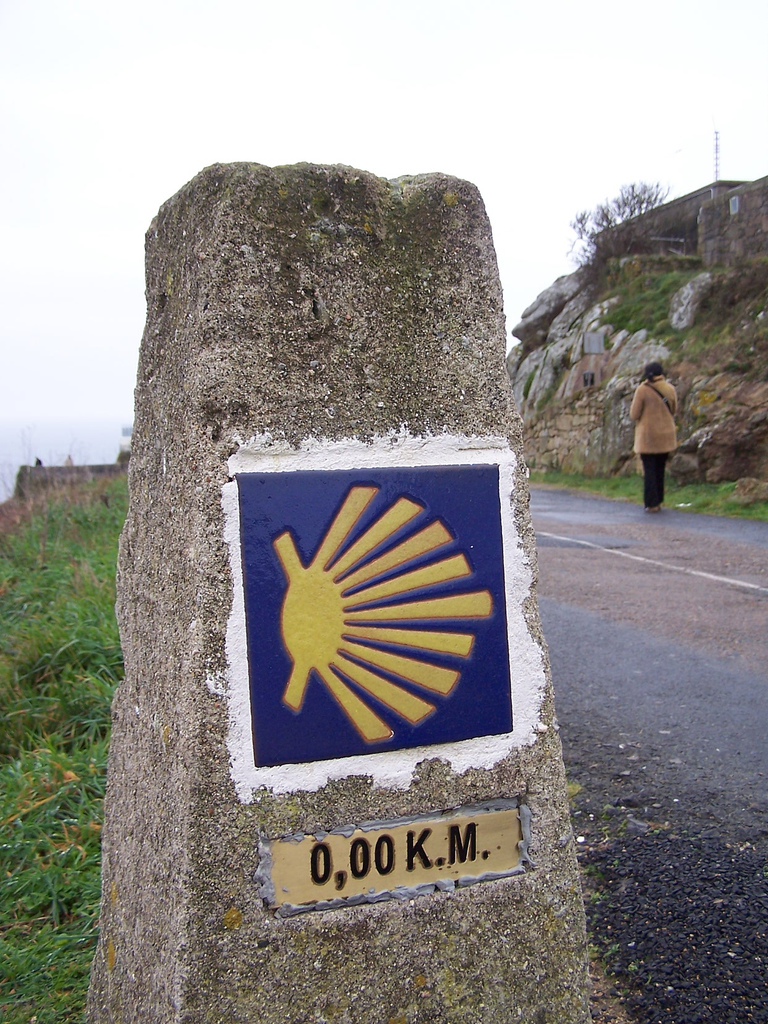
Wegmarkierung auf einem Pilgerweg, hier eine stilisierte Jakobsmuschel in Spanien
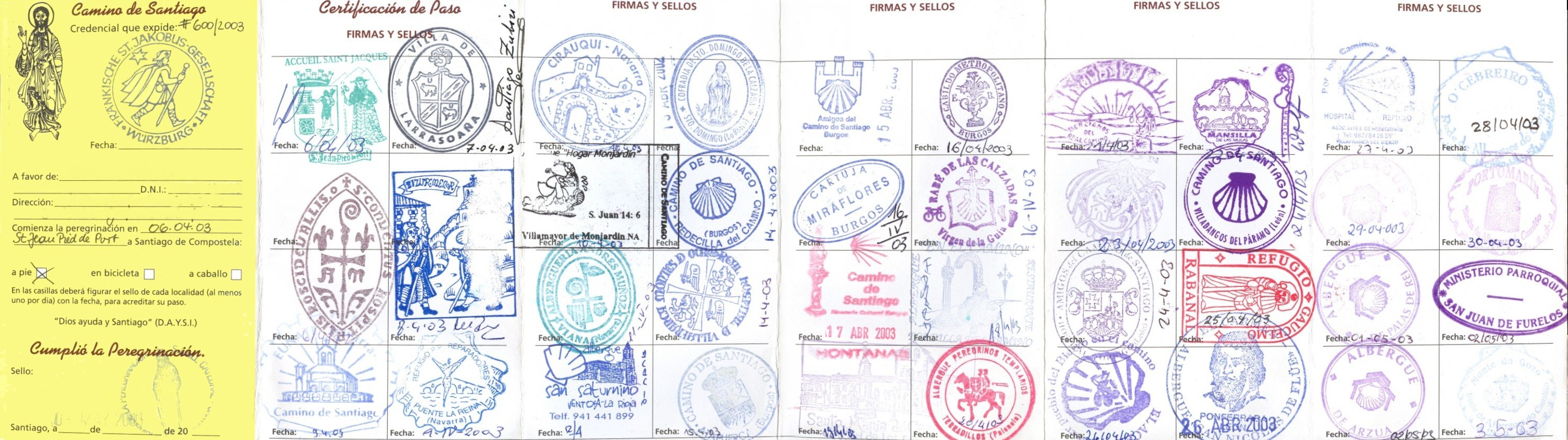
Beispiel für einen Pilgerausweis, ein spanischer Credencial del Peregrino mit zahlreichen Stempeln
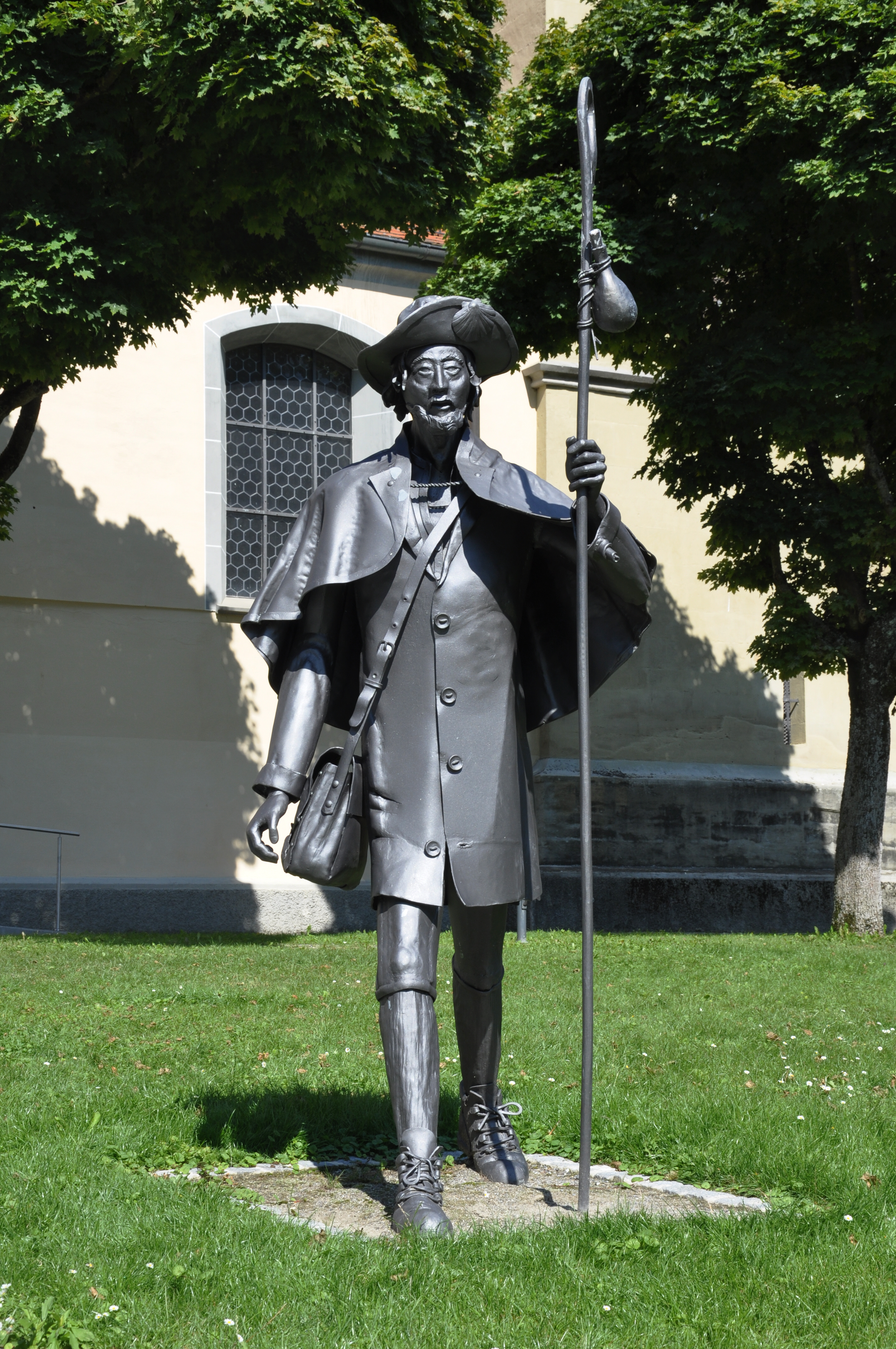
Statue eines Jakobus-Pilgers in Pfullendorf mit Pilgerhut, Pilgerstab, Pelerine, Pilgermantel und Pilgertasche
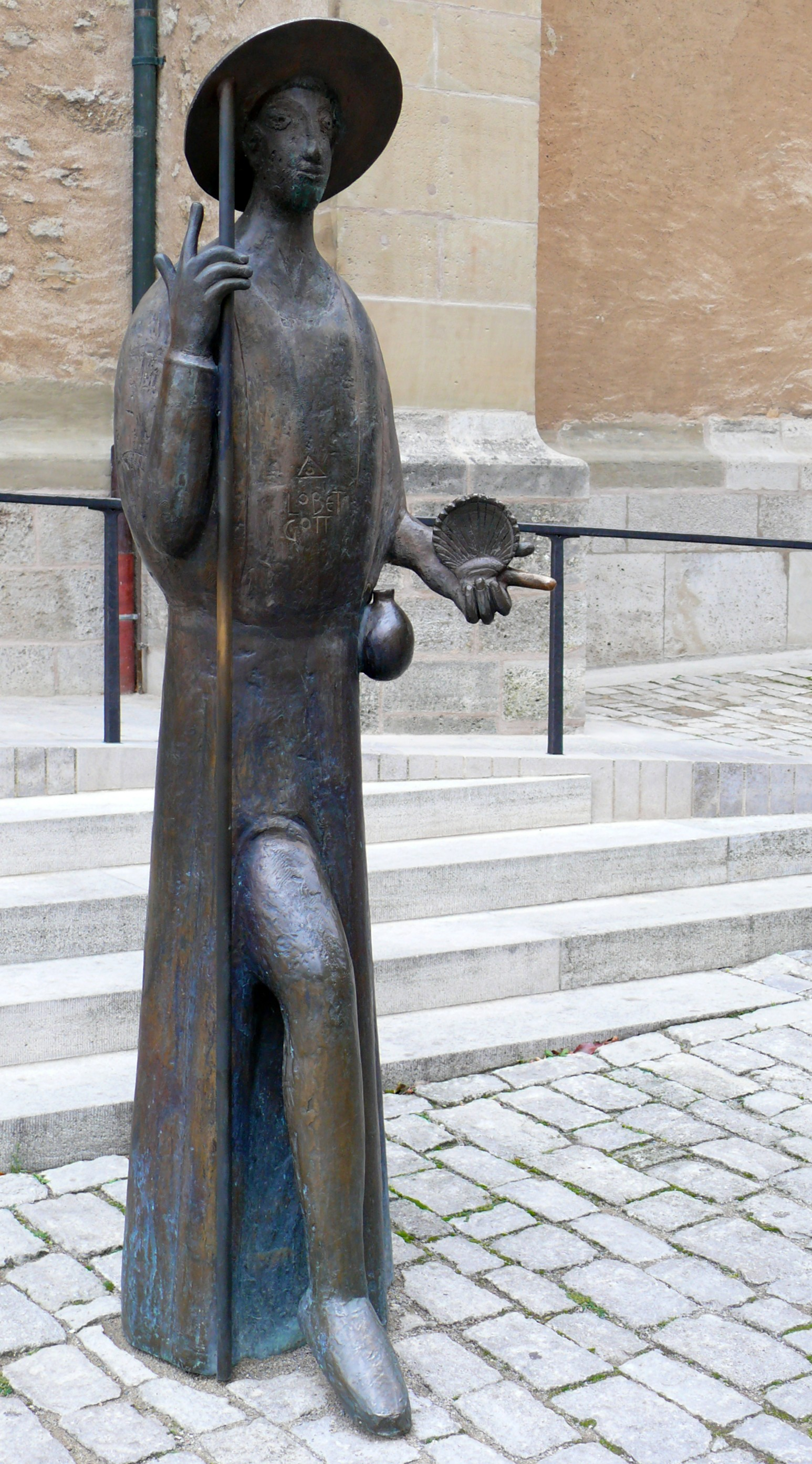
Pilgerfigur vor der St. Jakobskirche in Rothenburg ob der Tauber

## Pilgerwesen im Islam
Der Haddsch, die große islamische Pilgerreise nach Mekka in Saudi-Arabien, ist für jeden Muslim, der die Reise antreten kann, mindestens einmal eine Pflicht. Andere islamische Andachtspilgerfahrten, insbesondere zu den Gräbern schiitischer Imame oder Sufi-Heiliger, sind in der islamischen Welt ebenfalls beliebt.

Islamisches Pilgerwesen
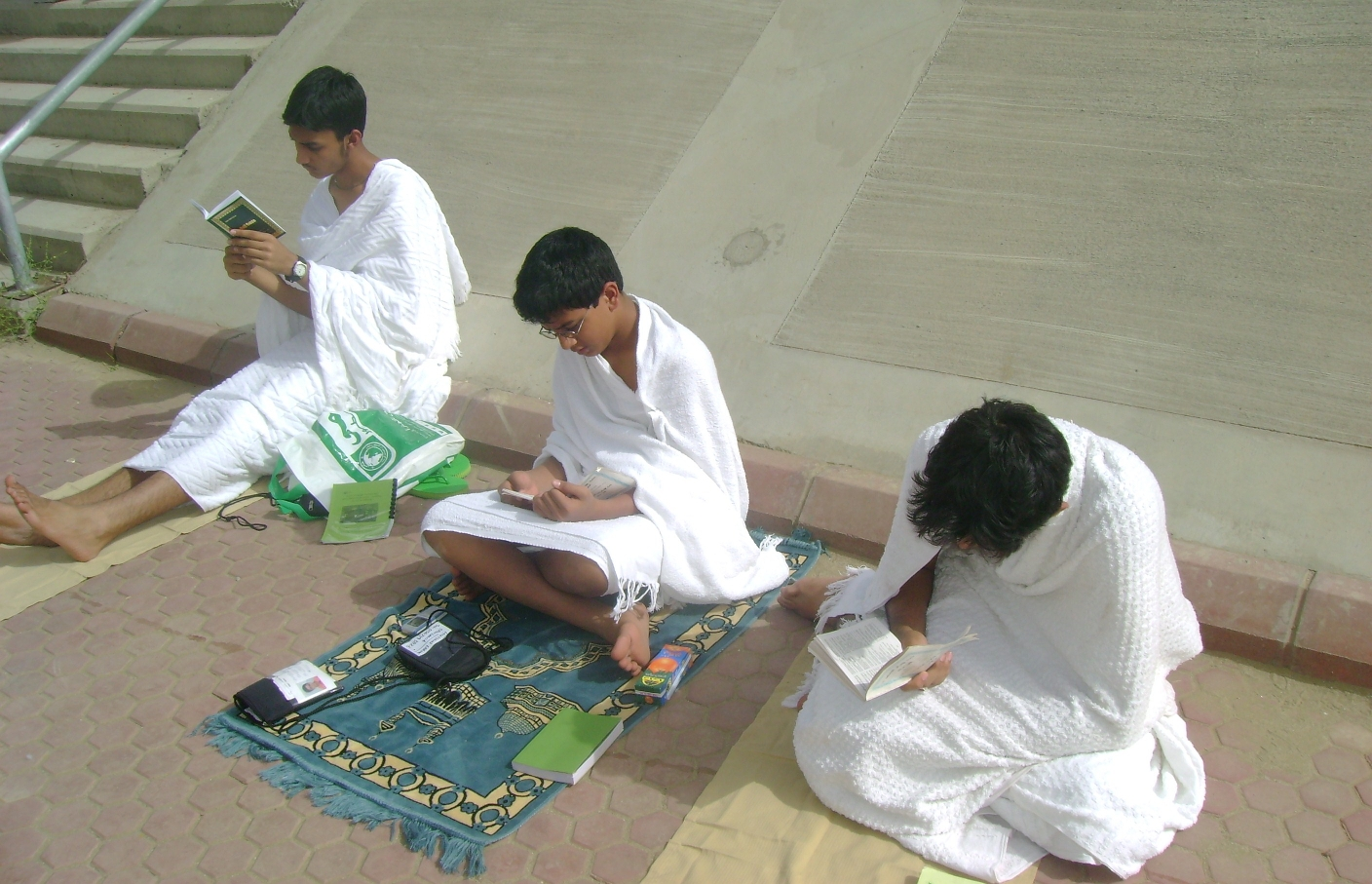
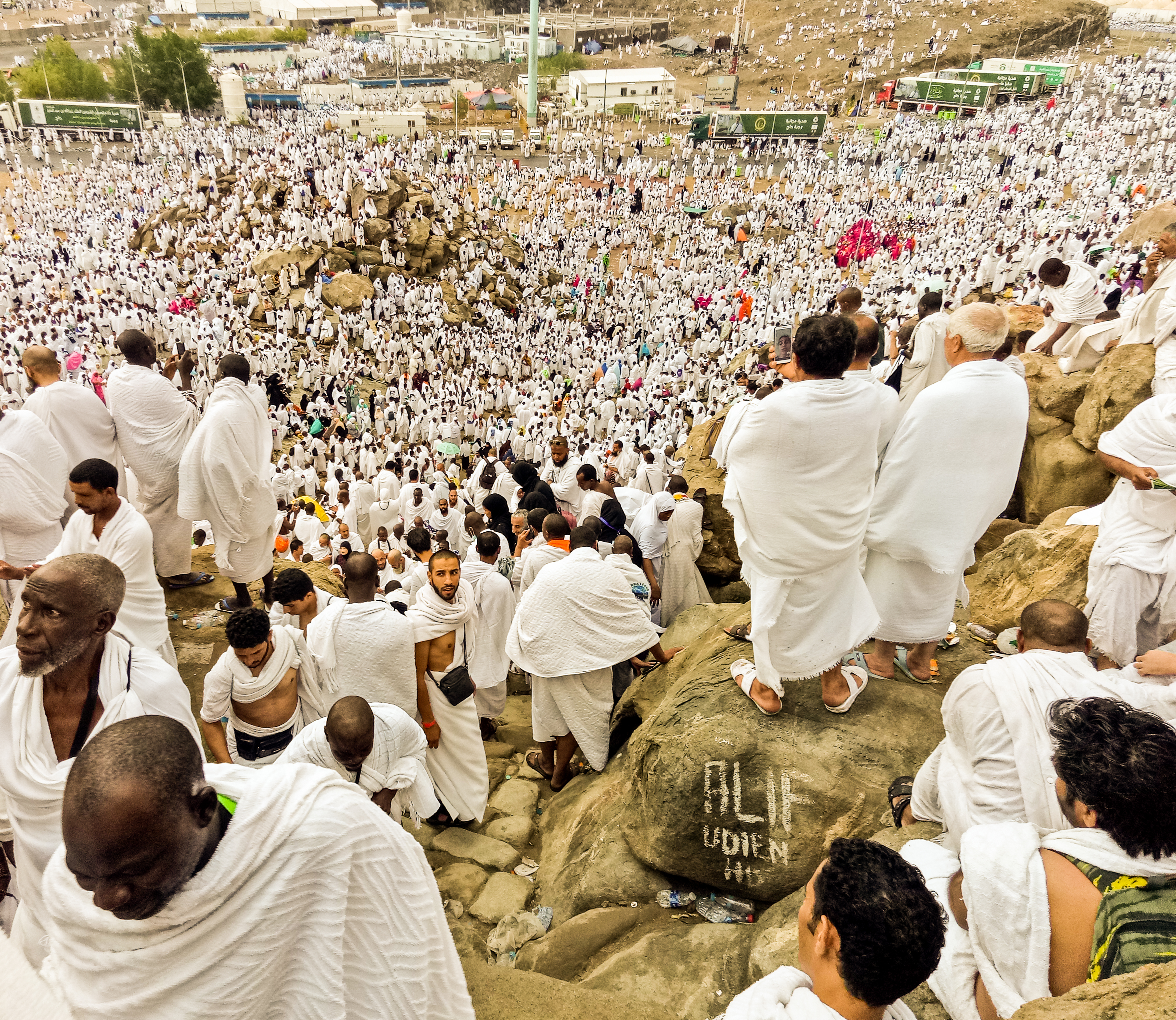
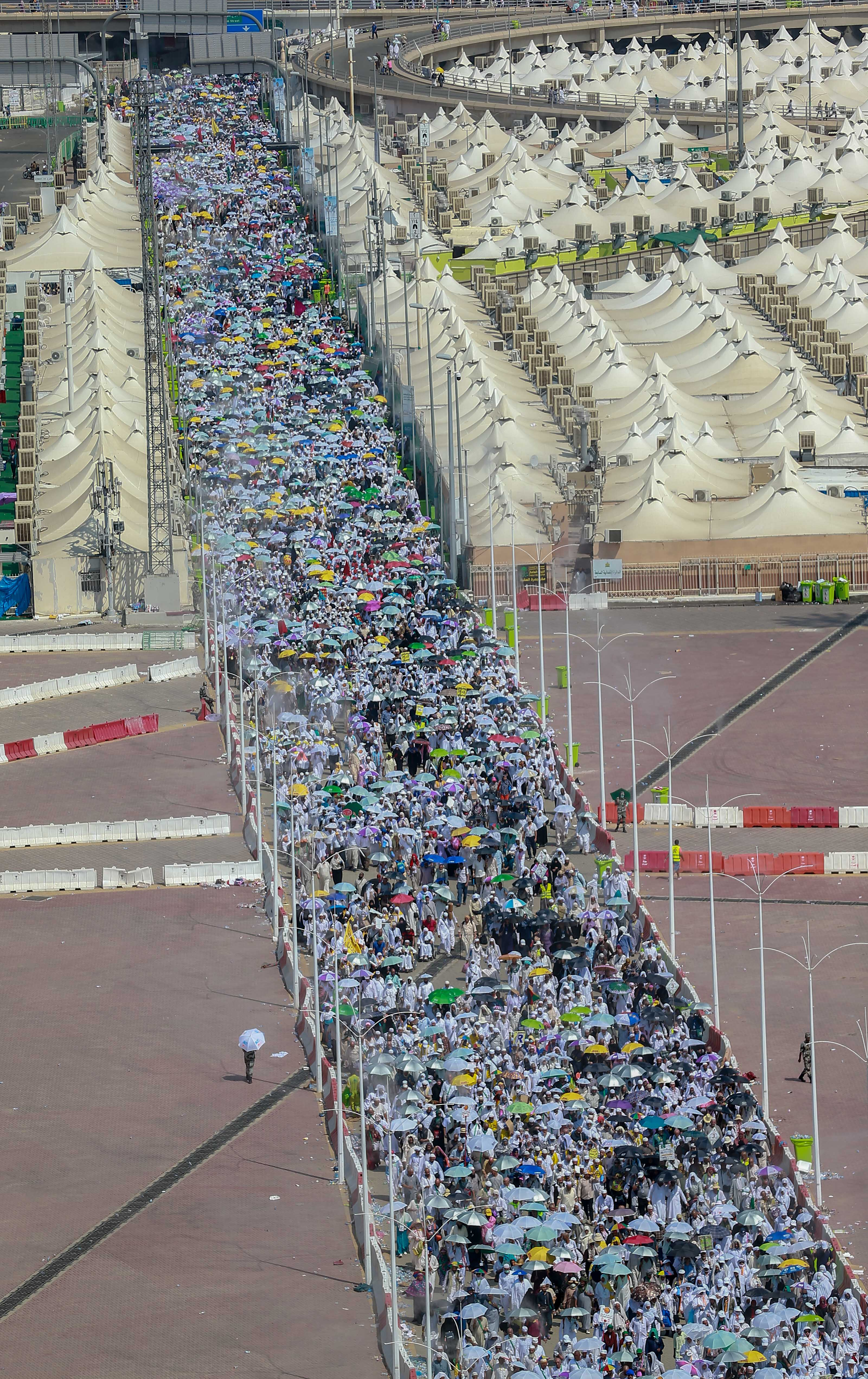

## Sonstiges
Der Weltpilgertag ist in jedem Jahr der vierte Sonntag im Juli. In seinem Umfeld, am 25. Juli jeden Jahres, der Namenstag des Apostels Jakobus begangen wird. Wenn der vierte Juli-Sonntag mit dem Gedenktag zusammenfällt, findet ein Heiliges Jakobusjahr statt, das besonders gefeiert werden soll.

### Allgemein
- Wallfahrt
- Wallfahrtsort
- Liste von Wallfahrtsorten
- Pilgerweg

### Buddhismus
- Junrei

### Christentum
- Heiligtum (Christentum)
- Jakobsweg
- Pilgerausweis
- Pilgerbericht
- Pilgerhorn
- Pilgerhut
- Pilgerschritt
- Pilgersegen
- Pilgerstab
- Pilgerzeichen

### Islam
- Haddsch

### Judentum
- Pessach
- Schawuot
- Sukkot
- Israel National Trail

## Filme
- Die Milchstraße, Frankreich/Italien 1969
- Die große Reise, Marokko/Frankreich 2004
- Tres en el camino – ein dokumentarisch angehauchter Spielfilm über den Jakobsweg, Spanien 2004
- Saint Jacques… Pilgern auf Französisch (Saint-Jacques … La Mecque) – ein Spielfilm zum Thema „Pilgern“ im christlichen und teilweise muslimischen Kontext, Frankreich 2005
- Brüder III – Auf dem Jakobsweg, Österreich 2006
- Journey to Mecca: In the Footsteps of Ibn Battuta. Ein Dokumentarfilm über den muslimischen Forschungsreisenden Ibn Battūta, USA 2009
- Dein Weg, USA/Spanien 2010
- Ich bin dann mal weg, Deutschland 2015